# Ruda–Älghults Järnväg
Ruda–Älghults järnväg var en 891 millimeters smalspårig järnväg mellan Ruda i Kalmar län och Älghult i Kronobergs län. Den öppnades för trafik etappvis mellan 1922 och 1923 och den reguljär trafiken upphörde 1963, men järnvägen användes fram till 1967 för fordonstransporter mellan de kvarvarande smalspårsjärnvägarna i Småland.

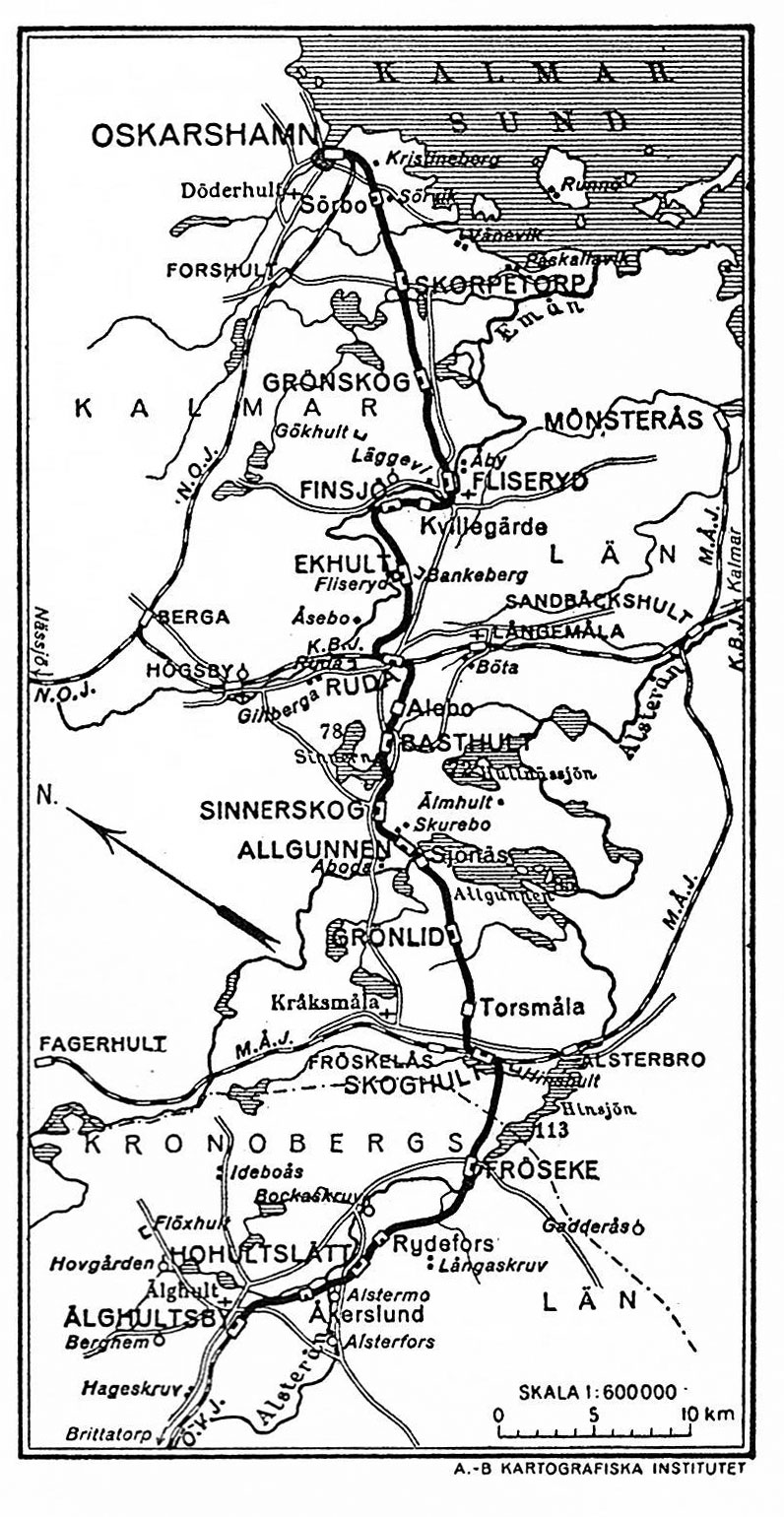
ROJ och RÄJ. Karta 1926.

## Historia
Ruda–Älghults Järnväg är en fortsättning på den korta Ruda–Oskarshamns Järnväg. Det fanns olika förslag på sträckningar in i landet efter Ruda ett var till Grönskåra på Mönsterås–Åseda Järnväg och ett som det söktes koncession för till Sävsjöström och de normalspåriga järnvägarna Nybro–Sävsjöströms Järnväg och Sävsjöström–Nässjö Järnväg. Östra Värends Järnväg från Älghult till Brittatorp station på Växjö–Åseda–Hultsfreds Järnväg beslutades 1912 och började byggas 1917. Det söktes två olika koncessioner för fortsättningen av Östra Värends Järnväg. En som utgick från Ruda med stöd av intressenter i Oskarshamns stad och Älghults landskommun. Den andra började i Alsterbro på Mönsterås–Åseda Järnväg med intressenter från Kalmar stad. Koncessionen som beviljades den 14 december 1917 var mellan Ruda och Älghult. Aktier tecknades bland annat av Oskarshamns stad 700 000 kronor, Älghults landskommun  280 000 kronor och Ruda–Oskarshamns Järnväg 55 280 kronor. Bolaget fick ett statslån på 1,525 miljoner kronor och tog ytterligare ett lån på 207 000 kronor för att täcka kostnadsstegringarna efter första världskriget. Kostnaden beräknades till 3 miljoner kronor.
Banan började byggas 1920 men bygget låg stilla  mellan april 1920 och februari 1921 på grund av en arbetskonflikt. I november samma år beräknades den kvarvarande kostnaden för bygget till omkring 900 000 kronor men bolaget hade endast omkring 200 000 kronor och det beslutades att enbart bygga färdigt till Skoghult. Även detta fördröjdes av en strejk men banan mellan Ruda och Skoghult öppnade för trafik den 14 november 1922. Ett banklån togs för att betala resten av bygget. Banan anslöts till Östra Värends Järnväg station i Älghult den 22 februari 1923 och den 19 augusti samma år öppnas den för allmän trafik till en kostnad av 3,5 miljoner kronor. Det fanns avtal med Ruda–Oskarshamns Järnväg om anslutning till stationen i Ruda och om trafik eftersom Ruda–Älghults Järnväg inte ägde några fordon.  

### Konkurs och försäljning
Bolaget gick i konkurs 1931 och slogs den 1 juli 1932 samman med Ruda–Oskarshamns Järnväg i Östra Smålands Järnväg, ett dotterbolag till Kalmar läns östra järnvägsaktiebolag. Dotterbolaget Östra Smålands Järnväg gick i likvidation 1936 och Ruda–Oskarshamns Järnväg köptes igen av Kalmar läns östra järnvägsaktiebolag och ingick i Kalmar–Berga Järnväg från den 1 januari 1937. Kalmar–Berga Järnväg med Ruda–Älghults Järnväg köptes av svenska staten den 1 juli 1940 och blev en del av Statens Järnvägar. Trafiken ökade under andra världskriget och loktågen för persontrafiken ersattes av rälsbussar. Godstrafiken fortsatte med ånglok fram till nedläggningen.

### Nedläggning
All trafik upphörde den 29 september 1963. Järnvägen användes av Statens Järnvägar för transport av fordon mellan det kvarvarande smalspåriga 891 millimeters järnvägsnätet runt Kalmar och nätet mellan Växjö och Västervik (tidigare ända till Örebro i norr och Ödeshög i väster) fram till 1967 när all persontrafik upphörde på smalspåret runt Kalmar. Banan revs 1968.

## Illustrationer

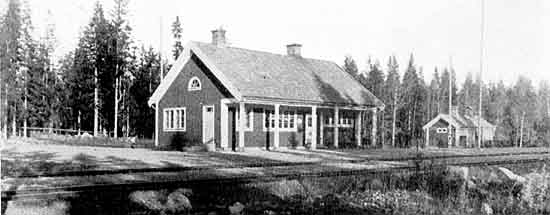
Sinnerskogs station
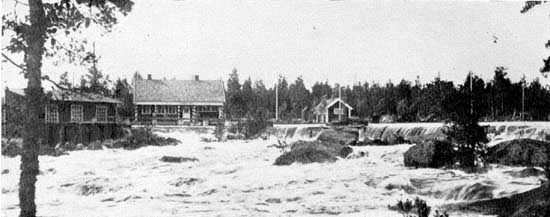
Fröseke station
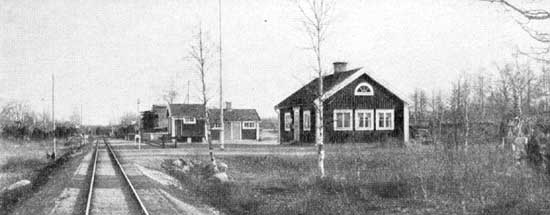
Basthults station
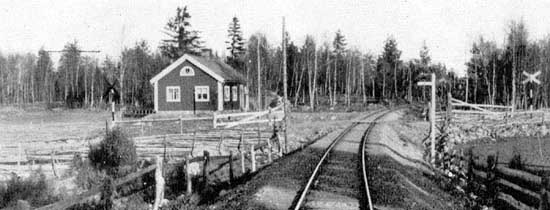
Boviks banvaktstuga
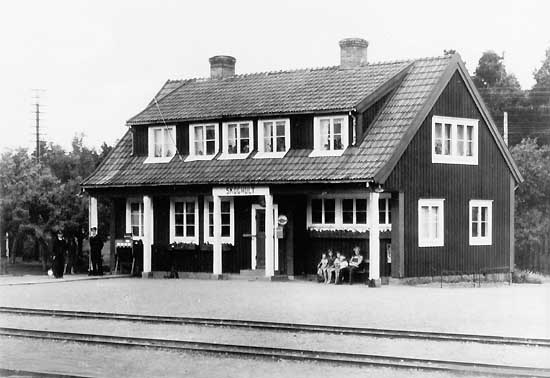
Skoghults station, föreningsstation med Mönsterås-Åseda Järnväg
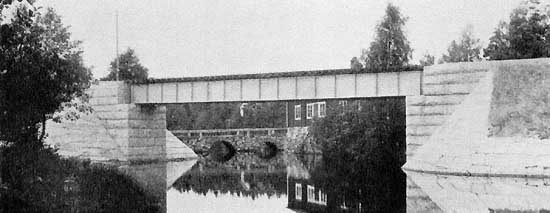
Järnvägsbron över Alsterån vid Fröseke

## Nutid
Mellan Älghult och Fröseke är banvallen cykelväg.

## Källhänvisningar
- Historiskt om Svenska Järnvägar RÄJ, Ruda - Älghultsby Järnväg

1. ↑  ”(Ruda)-Skoghult-Älghult bandel 550”. Banvakt.se. http://banvakt.se/ruda-skoghult-alghult/. Läst 8 februari 2015.
2. ↑  ”Bandelsregister 550  Ruda - Älghult”. Historiskt om Svenska Järnvägar. http://www.historiskt.nu/bandata/bandelsdata/Baslista/Alla/bd550.htm. Läst 30 december 2012.
3. ↑  ”Ruda Älghults Järnväg (Kalmar län)”. Lantmäteriet Historiska kartor. http://historiskakartor.lantmateriet.se/arken/s/show.html?showmap=true&archive=REG&nbOfImages=35&sd_base=lm08&sd_ktun=00029o5o. Läst 30 december 2012.
4. ↑  ”Ruda Älghults Järnväg (Kronobergs län)”. Lantmäteriet Historiska kartor. http://historiskakartor.lantmateriet.se/arken/s/show.html?showmap=true&archive=REG&nbOfImages=29&sd_base=lm07&sd_ktun=0001wyhe. Läst 30 december 2012.
5. ↑  ”Järnvägsstatistiska meddelanden 1923”. Kungl Järnvägsstyrelsen. http://www.scb.se/Grupp/Hitta_statistik/Historisk_statistik/_Dokument/Statistiska%20meddelanden(SM)/Serie%20D/Jarnvagsstatistiska%20meddelanden%201923%20(SM%20Ser.%20D)%201900-talet.pdf. Läst 1 februari 2013.
6. ↑  ”Sveriges smalspåriga järnvägar Småland och Östergötland”. 1943 års järnvägskommitte. Kommunikationsdepartimentet. 1943. sid. 19. http://weburn.kb.se/sou/210/urn-nbn-se-kb-digark-2098478.pdf. Läst 31 december 2012.
7. ↑  ”Östra Värends och Östra Smålands Järnvägar”. Cykla Banvall. http://cyklabanvall.nu/en/top/smalspariga-jaernvaegar/oestra-vaerends-och-oestra-smalands-jaernvaegar/. Läst 31 januari 2013.